# Morris Dalitz
Morris Barney Dalitz znany jako Moe Dalitz (ur. 25 grudnia 1899, zm. 31 sierpnia 1989) – amerykański gangster, przemytnik, właściciel kasyna i filantrop żydowskiego pochodzenia; przyczynił się do ukształtowania Las Vegas jako stolicy hazardu – z tego powodu nazywany również „Panem Las Vegas” (ang. Mr. Las Vegas). Początkowo współdziałał z detroickim Purpurowym Gangiem, a następnie przeniósł się do Cleveland zakładając, wraz z Morrisem Kleinmanem, Samem Tuckerem i Louisem Rothkopfem, Syndykat Clevelandzki.